# Абдулла-хан Устаджлу
Абдулла-хан Устаджлу (азерб. Abdulla xan Ustaclı; 1515, Диярбакыр — 2 октября 1567, Ширван) — высокопоставленный сефевидский сановник туркменского происхождения, служившим во время правления короля (шаха) Тахмаспа I (1524—1576). Он последовательно занимал посты амира аль-омара (главнокомандующего) и диванбеги (канцлера, главного судьи), прежде чем стать губернатором Ширвана с 1549 по 1565 или 1566 годы.

## Биография
Абдулла-хан был сыном Кара-хана Устаджлу от его жены, сестры короля Исмаила I (годы правления 1501—1524), и, таким образом, был племянником шаха Исмаила. Он также женился на сефевидской принцессе, дочери Исмаила I по имени Пари-хан Ханум.
В 1549 году, уже будучи амир аль-омаром и диванбеги, он был назначен губернатором Ширвана и занимал эту должность в течение многих лет. в 1562—1563 годах Абдулла-хан отправил послов в столицу Русского царства Москву для ведения торговых переговоров. В 1560-х годах Абдулла-хан предоставил торговые привилегии Московской компании, чью миссию в Сефевидский Иран в то время возглавлял Энтони Дженкинсон. Внук Абдулла-хана Салман-хан Устаджлу Шах-Кули Мирза (умер в 1623—1624 гг.) в свою очередь стал одним из «высочайших и богатейших сановников государства».

### Судьи из Ширвана
В период с 1548 по 1549 года султан Сулейман совершил поход в сторону Тебриза. Именно в это время шах Тахмасиб, который находился на территории под названием Шанби-Газан близ Тебриза и ожидал прибытия армии Тахмасиба, отправил авангардную часть своего войска в Маран для борьбы с османами. Также в этом отряде находился и Абдулла-хан. Противоборство османских войск и отрядов Кызылбаша происходило на поле боя под предводительством Абдуллы-хана Устакли, Шахверди Султана Зияд оглы и Али Султана Текали. Когда кызылбаши были вынуждены отступить в ставку шаха, они столкнулись с превосходящими силами османов.

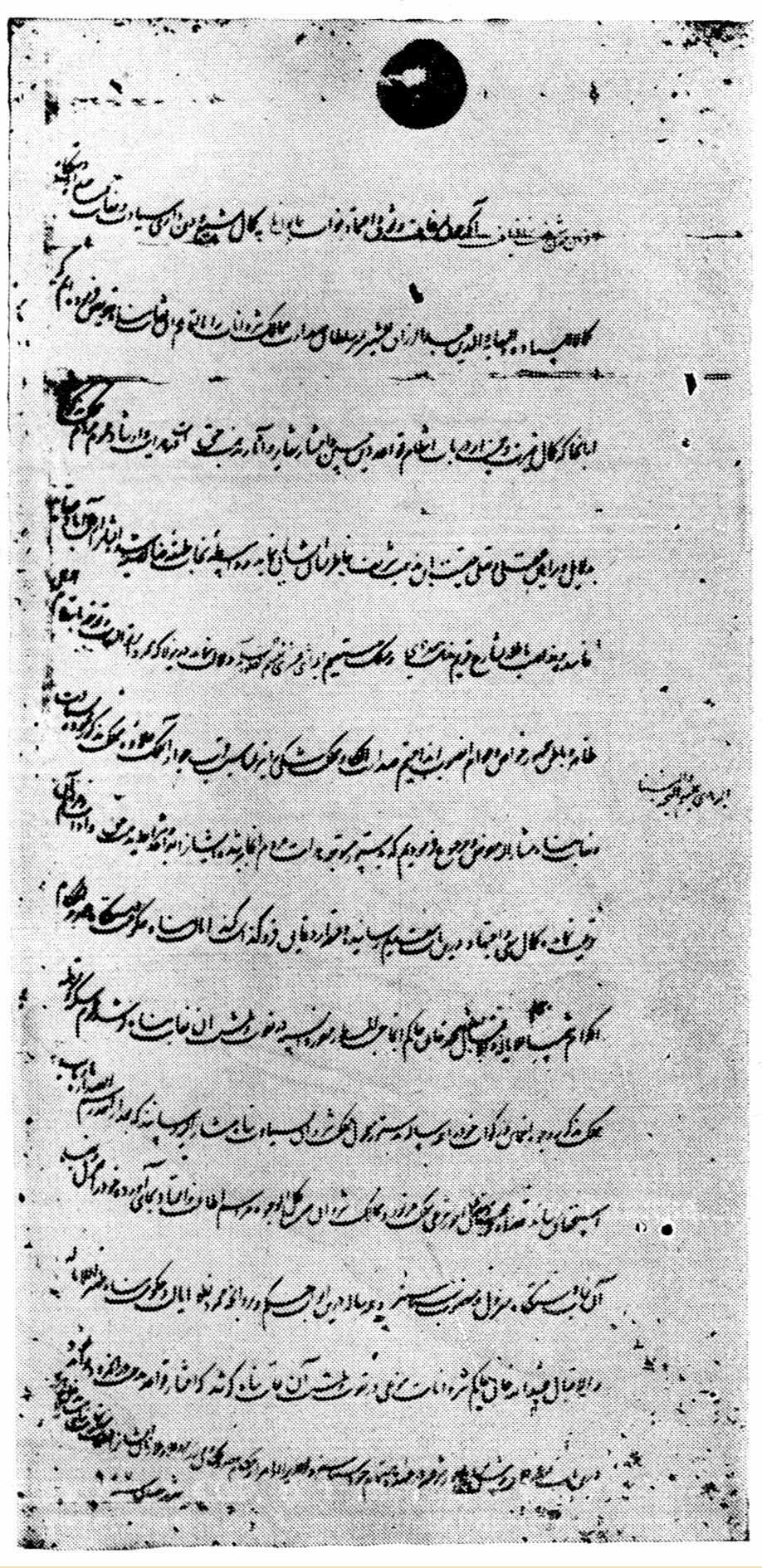
Провозглашая Фарман на персидском языке, Шах Тахмасп I назначает теолога Абд ар-Раззака Мир Султана садром области Ширван, которая должна включать в себя регион Шеки. Власти региона Тахмасп приказывают губернатору Абдолле Хану развивать и укреплять шиитский ислам в этом районе, а также продвигать и распространять традиции суннитских двунадесятников. Отмечено 1550 г.

И в этот же период, после возвращения султана Сулеймана и пленения Алькас-Мирзы, шах Тахмасиб восстановил власть Сефевидов на территории Ширвана. Во время ухода османских войск из южной части Азербайджана, шах назначил Абдуллу-хана, вождя племени устаджлы, судьей Ширвана и поручил ему выполнение миссии по нейтрализации повстанцев в этом регионе. По словам Фазли Исфахани, Бурхан Султан, являющийся потомком Ширваншахов, прибыл в Ширван и вступил в борьбу с Кызылбашем за восстановление династии и правления Ширваншаха, но потерпел поражение. Понимая сложившуюся ситуацию, в 956 году по хиджре (1549 г.) шах Тахмасиб назначил своего двоюродного брата Абдуллу-хана Устаджлы бейларбеем Ширвана.
Позднее, в 956 году хиджры (1549 год), Абдулла-хан переправился через реку Куру недалеко от Джавада и обосновался лагерем на территории, которая называлась Али-Шабан. В момент восстания повстанцы разместились в Бугурдской долине. По причине их превосходства в силах, золотоголовые не предприняли попытки нападения. Бурхан скончался, и повстанцы избрали своим лидером молодого Мехраба, который был сыном одного из родственников Бурхана. Поражение повстанцев стало результатом нападения Абдуллы-хана, который разгромил их. Мехраб вместе с несколькими своими последователями бежал из страны.Ширванцы вновь восстали против власти шаха и выдвинули кандидатуру на пост Ширваншаха, которую возглавил человек по имени Гурбан Али, который являлся родственником Мехраба. Они обосновались на одном из островов в Каспийском море. Не смотря на то, что Абдулла Хан предложил повстанцам мир, они отвергли его предложение. Гурбан Али, а также повстанцы потерпели поражение в битве при Наридже, которая произошла в конце 1549 года.
Учение Хасан-бея Румлу интерпретирует этот факт как то, что Бурхан умер во время Абдулла-хана, который достиг Ширвана. После того как он был убит, повстанцы спрятали его тело. Вследствие указаний Абдуллы-хана тело Бурхана было найдено и обезглавлено. При отступлении на остров на побережье Каспийского моря, повстанцы были уничтожены. Причиной этого стало нежелание принять мирные предложения Абдулла-хана.По приказу Абдулла-хана в Ширван была переведена часть населения племени устаджли, что позволило ему укрепить свою власть.

### Роль в прекращении независимости Шеки
В период с 958 по 1551 годы хиджры (1551 год нашей эры) шах Тахмасиб I принял решение положить конец независимости Шеки. В 1551 году Шах Тахмасиб совершил поход на Шеху, дабы наказать за мятежность шекинского судьи. В этот период к Тахмасибу I пришли грузины, которые были недовольны Дервишем Мухаммад-ханом и выразили свою лояльность. Вследствие известия о появлении армии Сефевидов, Дарвиш-хан укрывается в крепости Гелесан-Горесан. Другие члены дворянского сословия проживали в замке Киш. В крепость Киш были направлены Горчибаши Севиндик-бей, Бадр-хан и Шахгулу-султан Устадж. Согласно приказу, данному Абдуллах-ханом Устаджли и царем Леваном, они должны были захватить крепость «Галесан-Горесан». Хан Дарвиш Мухаммад-хан, видя свое положение в тупике, ночью покинул крепость «Геласан-Горесан» и окружил себя группой из четырехсот человек, попытавшись обойти строй вооруженных до зубов воинов. Но отряды Абдулла-хана и Левана, предводимые царем Левантом, настигли и схватили беглецов и подвергли их жестокой казни.

### Восстание Касима Ширвани
В период с 958 по 1551 годы хиджры (1551 год нашей эры) шах Тахмасиб I принял решение положить конец независимости Шеки. В 1551 году Шах Тахмасиб совершил поход на Шеху, дабы наказать за мятежность шекинского судьи. В этот период к Тахмасибу I пришли грузины, которые были недовольны Дервишем Мухаммад-ханом и выразили свою лояльность. Вследствие известия о появлении армии Сефевидов, Дарвиш-хан укрывается в крепости Гелесан-Горесан. Другие члены дворянского сословия проживали в замке Киш. В крепость Киш были направлены Горчибаши Севиндик-бей, Бадр-хан и Шахгулу-султан Устадж. Согласно приказу, данному Абдуллах-ханом Устаджли и царем Леваном, они должны были захватить крепость «Галесан-Горесан». Хан Дарвиш Мухаммад-хан, видя свое положение в тупике, ночью покинул крепость «Геласан-Горесан» и окружил себя группой из четырехсот человек, попытавшись обойти строй вооруженных до зубов воинов. Но отряды Абдулла-хана и Левана, предводимые царем Левантом, настигли и схватили беглецов и подвергли их жестокой казни.

### Встреча с Энтони Дженкинсоном
Период с 1549 по 1567 годы Абдулла-хан занимал должность правителя Ширвана. В своей деятельности, он принимал иностранных туристов и послов. Агент «Московской компании» Антоний Дженкинсон был принят в Шемахе Абдуллой ханом Устаглы, который являлся бейларбеем Ширвана. У Энтони Дженкинсона была статья о ширванском дворянине Абдуле хане Устаглы, который занимал должность в правительстве Ширвана и организовал вечеринку в его честь в Шемахе.
По прибытии 18-го числа этого месяца я прибыл в город Гиркан, что означает Шемаху или Шемахин на территории Ширвана. Здесь, в прекрасном городе, который был расположен в царстве, для меня было отведено место и размещен товар. Спустя несколько дней, 19-го числа того же месяца, я получил приказ явиться на собрание к царю. Его звали Абдулла Хан, я познакомился с ним 20 августа. Он поприветствовал меня дружелюбно. Когда я поцеловал его руку, он пригласил меня на ужин и указал на место рядом с собой. Садясь в богато убранный шатер, король был окружен шелком и золотом.

По описанию, правитель был среднего роста и обладал внушительным телосложением. Он был одет в роскошные шелковые одежды, украшенные драгоценными камнями и жемчугом. Он был одет в роскошный тюрбан, который был изготовлен из дорогого золота с заостренными концами, а поверх него он повязал шелковый платок, вышитый золотой нитью, длиной 20 ярдов. Венок из перьев был прикреплен с правой стороны тюрбана к золотому бочонку, который был украшен изящной эмалью и инкрустирован драгоценными камнями. Два очень дорогих рубина были помещены на ее сережки, которые свисали с кончиков пальцев. Их размер составлял примерно ладонь.
Пораженный разнообразием ужина, иностранный гость решил подсчитать количество блюд.
В момент, когда наступало время обеда, на полу были расставлены столы и блюда, которые разнообразили меню. Еда была распределена по порядку в соответствии с ее разнообразием. Я могу сказать, что было подано порядка 140 блюд. Прихватив их с собой, они поставили новые столы и приготовили для них 150 видов блюд из фруктов и других праздничных угощений. Таким образом было подано 290 разных блюд за один раз. После того как я покинул зал, король пригласил меня на ужин, где он сказал мне «гуоч гуэль» - «добро пожаловать», после чего приказал наполнить кувшин водой из источника, сделал глоток и, дав мне еще немного воды, спросил, нравится ли мне вода, а была ли она в нашей стране такой приятной на вкус?
В 1563 году, во время своего возвращения из Казвина, 6 апреля, он встретил Абдуллу-хана Устаджлы, который являлся бейларбейси Ширвана, в своем дворце в Джаваде. «И вновь, 6 октября 1562 года я в компании с моими товарищами покинул Шемаху и, пройдя 60 верст по дороге, мы достигли Джавады (Джавате), где находится великолепный дворец с обширными садами всевозможных фруктов. Я уже здесь. Абдулла-хан был убежден в том, что экспорт шелка в Московское государство и Англию может принести пользу экономике Ширвана и всей страны, и поэтому смог убедить шаха принять предложение. Публикация указа, подписанного Абдуллой ханом, содержала следующий текст:
Мы, Абдулла Хан, назначенный силой Божией, творец неба и земли, а ныне правящий король Ширвана и Гюркана205, по настоянию и просьбе нашего дорогого и добровольного посла Энтони Дженкинсона, по нашей инициативе и великой милости, только достопочтенным сэру Уильяму Геррету, сэру Уильяму То Честору, сэру Томасу Лоджу, мистеру Ричарду Меллери и мистеру Ричарду Чемберлену и всей их компании купцов Лондонской английской компании, прибывшим в нашу страну с товарами для торговать или посылать для этой цели своих представителей, проходить, покупать у других лиц за наличные или путем обмена.-мы предоставили и даровали им полную свободу, безопасное освобождение и разрешение торговать, оставаться и жить в нашей стране как столько времени, сколько пожелают, и уходить, когда захотят, без промедления, без помех и препятствий, ни за собой, ни за своим добром. Вслед за этим мы хотим издать указ, согласно которому английские купцы и их компании не должны будут платить никаких пошлин за товары, которые они собираются продавать и покупать в наших владениях. Если когда-нибудь наши сборщики налогов, другие наши слуги или кто-либо из них, в нарушение этого нашего указа, совершят беспорядки и злоупотребления, а также применят силу, чтобы взыскать какую-либо пошлину с этих английских купцов или их представителей за товары которые они вносят в наши владения или забирают из них, чтобы вышеупомянутые сборщики и слуги были отстранены от своих должностей и впредь убраны из нашего поля зрения, а все деньги и товары, которые наши сборщики собирают у них для нашей казны, были возвращены английским купцам. Если английские купцы или их представители привезут товары, которые будут полезны для нашей казны, казначей должен будет принять их и оплатить их стоимость. Когда наш привилегированный указ будет обнародован или услышан в наших владениях, мы требуем и постановляем, чтобы он был принят и соблюдался во всех местах.
В соответствии с привилегиями Абдуллы-хана, «Московская компания» предоставляла английским купцам: 1) право на въезд в страну и пребывание здесь на протяжении определенного периода времени; 2) свободно ввозить в страну английские товары и продавать их здесь; 3) использовать для своих целей любые способы оплаты, которые не требуют уплаты таможенных сборов. С помощью А. Дженкинсона, который являлся советником Абдуллы-хана, в 1563 году в Азербайджан были направлены английские купцы Томас Олкок, Джордж Ренн и Ричард Чайни.
Делегация Ширванского бейларбея Абдулла-хана Устакли прибыла в Москву для проведения переговоров с царем Иваном IV в ноябре 1563 года.